# Turner Construction
Turner Construction là một công ty xây dựng Mỹ, được thành lập năm 1902. Nó là một trong những công ty lớn nhất hoạt động về quản lý xây dựng ở Hoa Kỳ, với sản lượng xây dựng trong năm 2014 là 10 tỷ đôla Mỹ. Hiện nó là công ty con của tập đoàn xây dựng Hochtief của Đức, từ năm 1999.